# Archivo Libanés de México
El Archivo Libanés de México, A.C. un archivo y colección gestionada por una organización sin ánimo de lucro dedicada a la preservación de cartas, documentos, objetos y utensilios sobre el patrimonio libanés en México que datan de 1905 a la fecha, donados por sociedades y personas, así como una colección de arte que queda a la disposición de investigadores y estudiosos. En marzo de 2011, nace oficialmente el archivo, para difundir la historia de Líbano y las características de su emigración en los siglos XIX y XX, así como el mestizaje que se dio en México y América Latina.

## Historia
El 7 de septiembre de 2010, Alfredo Harp Helú anunció su iniciativa de patrocinar el archivo de la comunidad libanesa en México y designó a la Lic. Martha Trabulse El Khouri como Directora General. El 14 de marzo de 2011 se presentó, en la Galería del Centro Libanés, una exposición del acervo inicial y la nutrida concurrencia admiró viejas fotografías, personajes notables, una máquina para escribir en árabe donada a nombre de la familia de don Jorge Matuk Nazur Kuri; discos hechos desde 1915, una hemeroteca con ejemplares desde 1905, películas, muebles, artesanías, etc. Entre los primeros donantes el Archivo contó con don Edmond y Bibi Bechelani, doña Salma Zajur, el Lic. Carlos Matuk, don Emilio Checa, Antonio y Emilio Trabulse, José Anuar Kuri, Antonio Méndez, Gabriela Abud, Ma. Eugenia Tanus, Yamil Dergal, entre otros.